# Segunda Aguada (stacja kolejowa)
Segunda Aguada (hiszp. Estación de Segunda Aguada) – stacja kolejowa w Kadyksie, w prowincji Kadyks, we wspólnocie autonomicznej Andaluzja, w Hiszpanii. Znajduje się pod Avenida Juan Carlos I, w sąsiedztwie Segunda Aguada. Jest to stacja podziemna, która stanowi część linii C-1 Cercanías Cádiz. Oferuje również usługi dla średniego dystansu Renfe.

## Położenie stacji
Znajduje się na linii kolejowej Alcázar de San Juan – Kadyks w km 156.

## Stacja
Została otwarta w 2002 roku po przebudowie linii kolejowej w Kadyksie i schowaniu jej do tunelu. Infrastruktura stacji jest podobna do stacji metra, składając się z dwóch bocznych peronów.

## Linie kolejowe
- Alcázar de San Juan – Kadyks

## Połączenia
| Linia MD | Pociągi | Z/Do |  | Do/Z  |
| -------- | ------- | ---- |  | ----- |
| 65       | MD      | Jaén |  | Cádiz |

Stacja obsługuje pociągi podmiejskie o częstotliwości od 15 do 60 min w kierunku Kadyksu i Jerez do San Fernando-Bahía Sur i 30 do 60 minut do Jerez w dni powszednie. W weekendy i święta częstotliwości wynosi 1 pociąg co godzinę przez cały dzień.